# Elasmothemis aliciae
Elasmothemis aliciae – gatunek ważki z rodziny ważkowatych (Libellulidae).